# Kufr Rakeb
Kufr Rakeb (în arabă: كفر راكب) este un oraș din  Guvernoratul Irbid, Iordania.

## Geografie
Situat în regiunea sud-vestică a Guvernoratului Irbid, Kufr Rakeb este unul dintre cele cinci districte metropolitane care alcătuiesc comuna Barqash. Este situat aproape de Valea Iordanului și aparține administrativ de Departamentul Kourah.

## Istorie
În 1838 locuitorii din Kufr Rakeb au fost predominant musulmani sunniți].
Recensământul iordanian din 1961 a înregistrat 662 de locuitori în Kufr Rakib.

## Populație
Orașul Kufr Rakeb are o populație estimată la 5.000 de locuitori (2011). Este centrul comunei Barqash, care are o populație de aproximativ 45.000 de locuitori (2011). Orașul este în principal agricol.